# Pfarrkirche St. Jakob in Defereggen

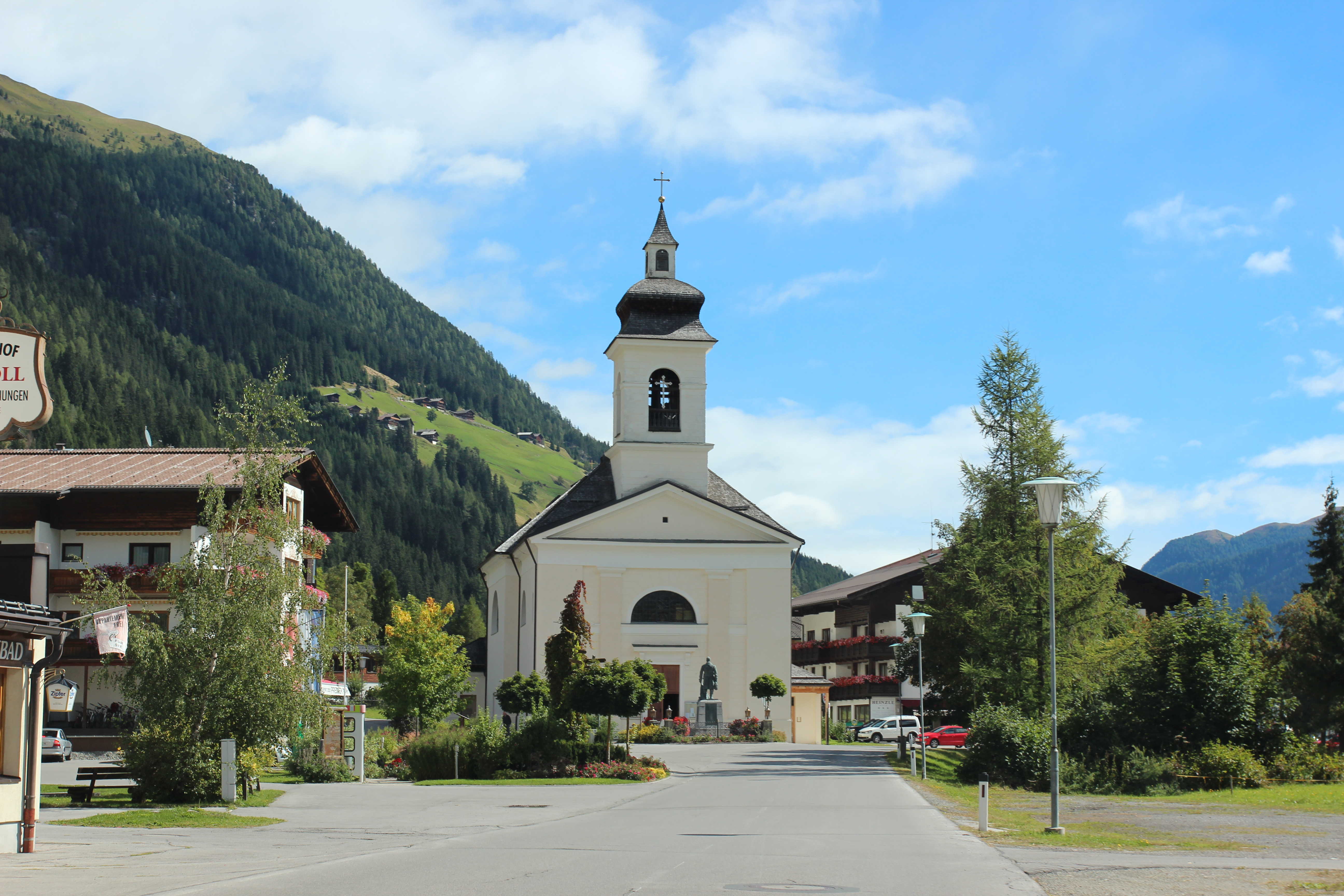
Katholische Pfarrkirche hl. Jakobus der Ältere in St. Jakob in Defereggen

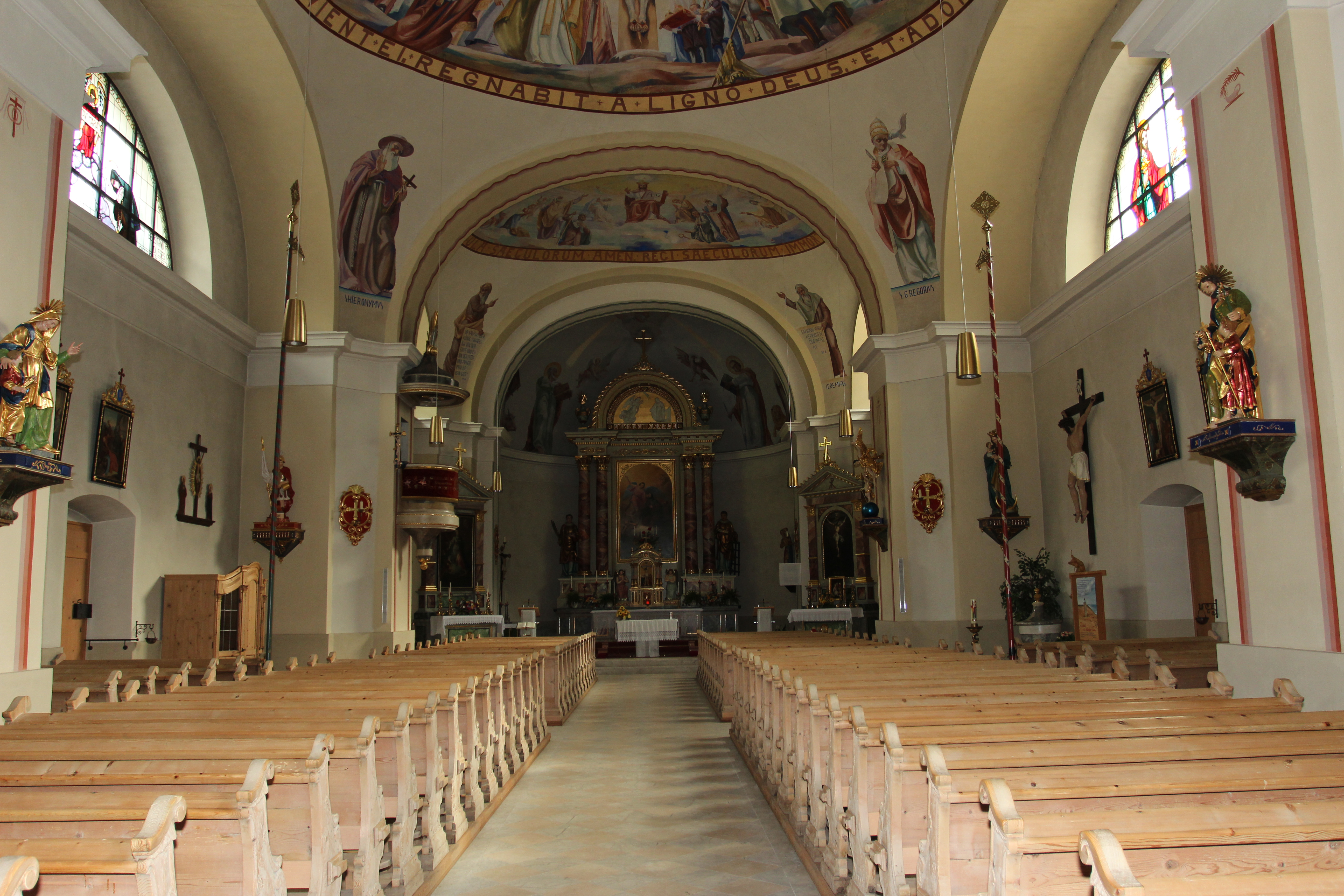
Langhaus, Blick zum Chor

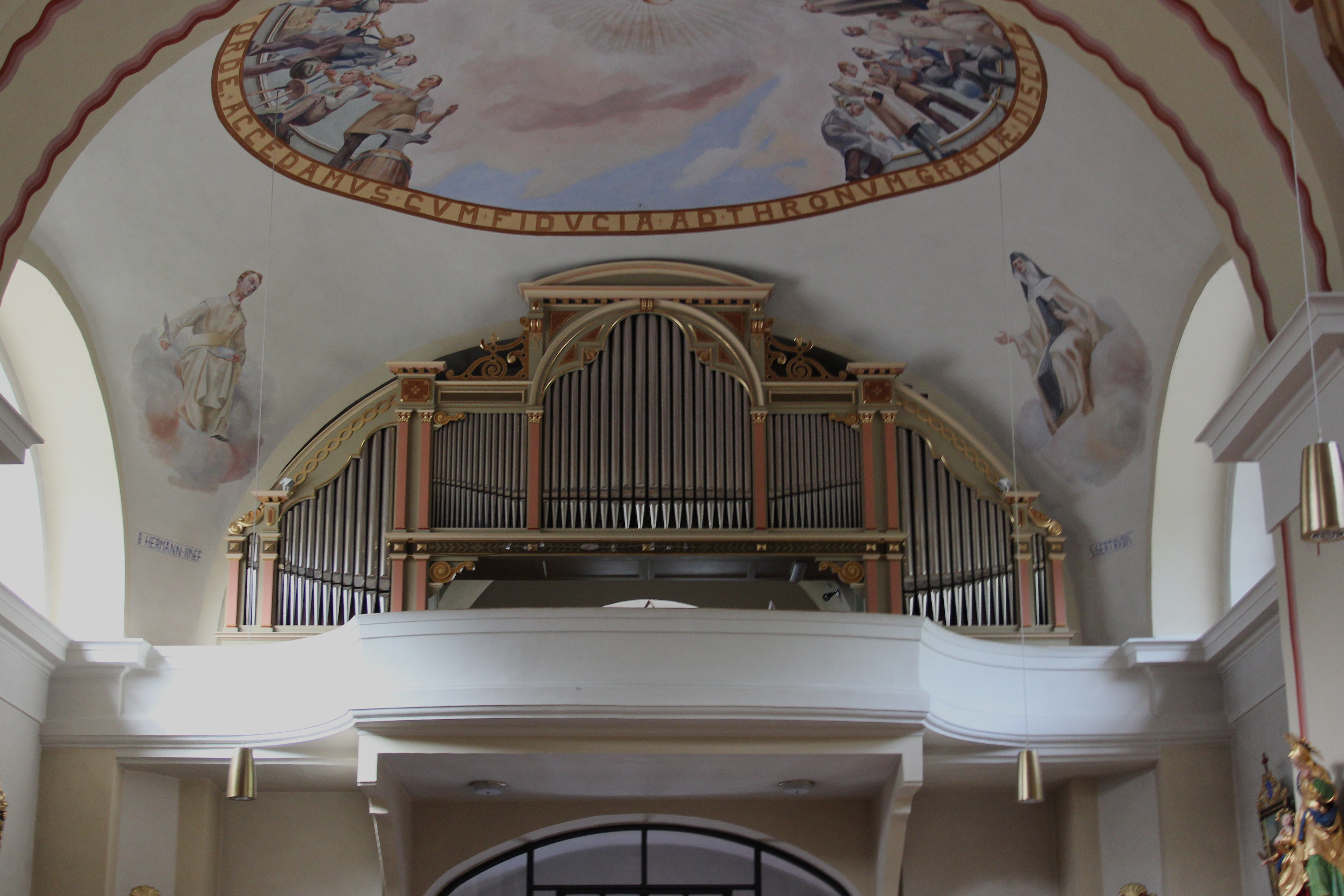
Langhaus, Blick zur Orgelempore

Die römisch-katholische Pfarrkirche St. Jakob in Defereggen steht in der Talebene etwas abseits vom Dorfkern in Unterrotte in der Gemeinde St. Jakob in Defereggen im Bezirk Lienz im Bundesland Tirol. Die dem Patrozinium hl. Jakobus der Ältere unterstellte Pfarrkirche gehört zum Dekanat Matrei in Osttirol in der Diözese Innsbruck. Die Kirche steht unter Denkmalschutz (Listeneintrag).

## Geschichte
Urkundlich seit 1548 ein Vikariat, wurde 1891 die Pfarre gegründet.
Die ehemalige Kirche befand sich im Bereich des heutigen Friedhofes. Der Kirchenneubau abseits des Friedhofes erfolgte von 1827 bis 1830 nach den Plänen des Architekten Simon Moosbrugger, wobei durch den einheimischen Baumeister die Ausführung vereinfacht wurde, so wurde eine geplante Doppelturmfassade nur bis zur Dachhöhe ausgebaut. Die Kirche wurde 1839 geweiht.

## Architektur
Der monumentale klassizistische Kirchenbau hat einen großen Dachreiter.
Das Kirchenäußere zeigt ein wenig gegliedertes Langhaus mit Seitenportalen und einen eingezogenen Rundbogenchor unter einem Satteldach. Die Hauptfront mit einem Dreieckgiebel und seitlichen Pilastern hat über dem Hauptportal ein Lünettenfenster, über dem Dreieckgiebel befindet sich der Dachreiter, welcher 1928 mit einer Laterne erhöht wurde.
Das Kircheninnere zeigt eine Vorhalle mit einer südlichen Wendeltreppe zur Empore und einem nördlichen Abstellraum. Das Langhaus ist  einschiffig dreijochig, das mittlere Joch beinahe quadratisch und länger und breiter als die anderen Joche, die Wände haben massive Wandpfeiler, von denen die Gurtbögen aufsteigen, welche drei Flachkuppeln tragen. Die Empore hat eine geschwungene Brüstung. Der Triumphbogen ist rundbogig. Der eingezogene Chor mit einem halbkreisförmigen Grundriss hat eine konchaförmige Einwölbung. Langhaus und Chor haben auf der Höhe des Gewölbe- und Kuppelansatzes ein umlaufendes, einfach profiliertes Gesims.
Die großen Lünettenfenster zeigen Glasmalereien der Tiroler Glasmalereianstalt nach Entwürfen von Johann Baptist Oberkofler 1930, sie zeigen das Herz Jesu mit der hl. Margareta Maria Alacoque und die Unbefleckte Empfängnis mit der hl. Maria Bernadette. Die Gewölbemalereien schuf Johann Baptist Oberkofler 1935 mit dem Grundgedanken der Verherrlichung Christi als König, im Chor Jesuskind und Evangelisten, im Langhaus in der ersten Kuppel Huldigung der Heiligen und Engel an den König des Himmels und in den Zwickeln die Vier Propheten, in der zweiten Kuppel Huldigung der ganzen Erde vor Christus als König ans Kreuz geschlagen und in den Zwickeln die Vier Kirchenväter und in der dritten Kuppel Huldigung der Stände vor dem Herzen Jesu, zu verstehen aus dem Geist des österreichischen Ständestaates, und in den Zwickeln die Heiligen Petrus Canisius, Konrad von Parzham, Gertrud und der Selige Hermann Josef.